# 何喬遷
何喬遷（？—？），字齊孝，號屏台，福建泉州府晉江人。
何炯之子，何喬遠之兄，與弟何喬遠、楊道賓、陳及卿、黃吾野結社，有“溫陵五子”之稱。萬曆四年（1576年）丙子舉鄉試第四人，授建陽縣教諭，扁額上曰“宗朱却贽赈贫”，编纂《潭阳文献》。都督俞大猷尤重之。万历十四年，母林氏去世。後擢國子學正。官至大理寺评事。晚年卒於北京。著有《廷尉集》。有侄何九雲。